# 우크라이나 헤트만
우크라이나 헤트만(우크라이나어: Гетьман України 헤트만 우크라이니[*])은 우크라이나국의 군주 칭호다.
17세기 중반 보흐단 흐멜니츠키를 초대로 하는 자포리자군 헤트만이 카자크 헤트만국의 국가원수로 존재했다. 당시 자포리자 헤트만은 선거군주제였다. 18세기 말 러시아 제국이 흑해 방면으로 팽창을 가속하면서 우크라이나 카자크들의 자치는 철폐되고 우크라이나 일대는 러시아의 직할령이 되었다.
1918년, 제9대 자포리자 헤트만 이반 스코로파즈키의 후손 파울로 스코로파즈키가 헤트만 작위의 부활을 선언했다. 헤트만 작위의 부활은 1918년 4월 29일 중앙라다에서 발표되었다. 파블로는 우크라이나 인민공화국을 권위주의 체제인 우크라이나국으로 전환하고, 동맹국의 보호국이 되면서 동쪽의 볼셰비키 러시아와 싸웠다. 이 시기에 우크라이나 역사상 최초로 공산당이 금지되었다. 1918년 11월, 총재정부의 봉기로 파블로는 작위를 포기하고 독일로 망명했다.
우크라이나 소비에트 사회주의 공화국이 수립된 뒤 스코로파즈키가 일족은 군주제 복고 운동을 펼쳤으며, 그 결과 파블로의 아들 다닐로 스코로파즈키는 소련 국가보안위원회(KGB)에게 암살당하기도 했다.